# El Belloto
El Belloto es un sector que forma parte de la comuna de Quilpué, Región de Valparaíso, Chile. Su nombre surge a partir de una parada del antiguo sistema ferroviario que unía la Ciudad Puerto con Santiago en el siglo XIX. En dicho lugar existía un belloto del norte, que dio origen a la denominación de esta área de la ciudad. Esta estación servía de punto de embarque de la producción de los fundos de los alrededores de Quilpué como El Sauce, Ojos de Agua, Los Aromos, etc.
Característico por sus amplias zonas residenciales y su zona industrial manufacturera, se estima que posee una población superior a las 50 mil personas.

## Historia
Las más antiguas referencias a El Belloto que se conocen parecen ser las referencias que se hacen a Chircana cuando se planea cambiar el trazado ferroviario original de Valparaíso a Santiago (que iría por Concón) para que subiera por la quebrada del estero de Quilpué. En los años siguientes se perdió este nombre antiguo, como el de Chavalongo, que aplicó a un sector, y se estableció el nombre de El Sauce, que fue el de un Distrito de la Subdelegación de Quilpué.
Antiguamente en el Expreso Valparaíso-Santiago no existían estaciones de trenes predeterminadas a excepción de las que había en ciertas ciudades (Viña del Mar, Valparaíso, Quilpué, Quillota, etc.). Sin perjuicio de ello existía la costumbre de parar en algunos sectores donde hubiese alguna demanda que justificara una detención. En este contexto, la gente comenzó a solicitar que el tren se detuviera en "la parada del belloto"; único árbol de su tipo en el sector, existiendo otros tantos en el sector de la base aeronaval de, lo ahora denominado, El Belloto. Muchos años más tarde la empresa de ferrocarriles MERVAL hizo de la "parada de El Belloto", una detención oficial dando lugar a la actual denominación de "El Belloto".
En su campaña de 2013 la candidata presidencial Michelle Bachelet apoyó la moción de convertir a El Belloto en comuna durante su visita a la comuna de Quilpué, sin embargo, no consiguió llevarlo a cabo.
En 2017 el entonces alcalde de Quilpué Mauricio Viñambres inicio un proyecto para convertir a El Belloto en una comuna independiente de Quilpué, pero nuevamente la iniciativa fracasó.

## Contexto geográfico
Pese a no ser comuna, los habitantes del Gran Valparaíso lo consideran una unidad urbana independiente de la parte céntrica de Quilpué y Villa Alemana, entre las que se encuentra y está conurbado.

## Localidad
La ciudad se divide claramente en tres sectores separados por el camino troncal y la vía férrea:

### Belloto Norte
Este se extiende desde la línea del ferrocarril hacia el Norte. Se caracteriza por ser el barrio industrial de la comuna. En los últimos años se han ido construyendo diversas propiedades. Desde la calle Puelma hasta la Avenida del trabajador termina el barrio industrial, mientras tanto, la calle Mateo y Toro Zambrano, es la calle principal del barrio residencial.

### Belloto Sur
Su calle principal es Tierras Rojas, que cruza el sector de este a oeste conectando Villa Alemana con el sector de Las Rosas y Peyronet. Limita al norte con calle 20 Enero, al oeste con calle Tierras Rojas esquina Serena, al este con la población Los Pinos y al sur con la autopista Troncal Sur. Se encuentra divida principalmente en sectores cuya denominación es numérica.

### Belloto Centro

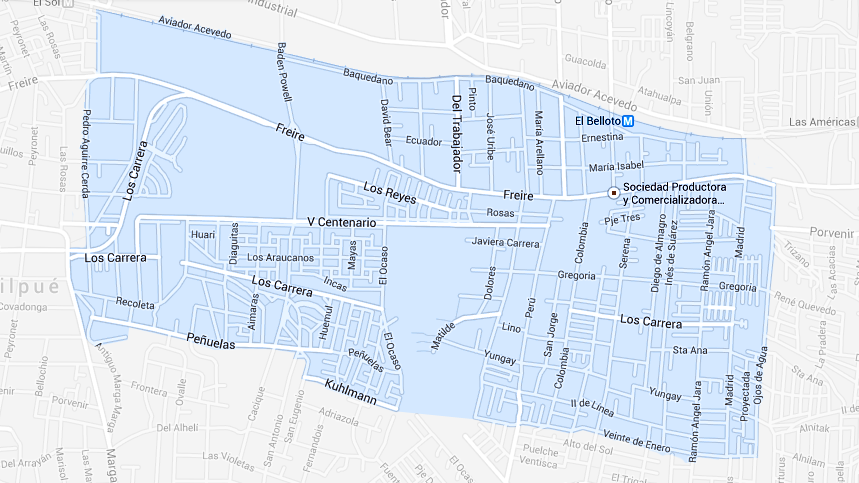
Mapa del barrio Belloto Centro

Su ubicación se encuentra entre la ferrovía hasta calle Ojos de Agua por el este. Se extiende desde el paradero 18 hasta el 12 aproximadamente, del Camino Troncal que se inicia en Viña del Mar y termina en Peñablanca, extremo oriente de Valparaíso, tramo en el cual cambia de nombre.
El Belloto es unos de los lugares más urbanizados que hay en la Región de Valparaíso junto a Quilpué, Villa Alemana, Limache, Viña del Mar y Valparaíso.
Originalmente se desarrolló la industria vitivinícola en la zona, lo que a lo largo del siglo XX fue dando paso a la urbanización del sector que se ha constituido como parte de las comuna dormitorio del sector oriente del Valparaíso metropolitano.
También se destaca el desarrollo de un barrio Industrial en el sector norte de la ciudad, con presencia de industrias manufactureras y químicas, entre otras.
En los últimos años ha experimentado un gran crecimiento urbanístico y económico con la instalación de nuevos centros comerciales que han dado gran auge al sector central del barrio.
En el sector de El Belloto se encuentra la gran Feria de "El Belloto", uno de los centros comerciales de venta hortofrutícola más grande y popular. Cuenta con más de 1.500 locales, pionera en el país en ejercer su comercio en terrenos propios, Funciona los días miércoles y sábados y se estima que es visitada por más de 100.000 personas semanalmente.

## Desarrollo inmobiliario
En la actualidad se desarrollan importantes proyectos de centros comerciales en el sector céntrico de la zona, los que se agregan a la destacada actividad comercial ya existente. Actualmente cuenta con un importante sector comercial relacionado con el retail el que está constituido por el centro comercial Portal El Belloto, que alberga principalmente locales de la cadena Cencosud junto a otra variedad de negocios, el Hiper Líder El Belloto junto a una sucursal de Homecenter Sodimac que están al costado del Portal El Belloto y, frente a estos, algunas cadenas de supermercados como son el Mayorista 10 y Alvi.
Artículo Principal: Belloto Centro

## Transporte público

### Estación de tren Limache-Puerto

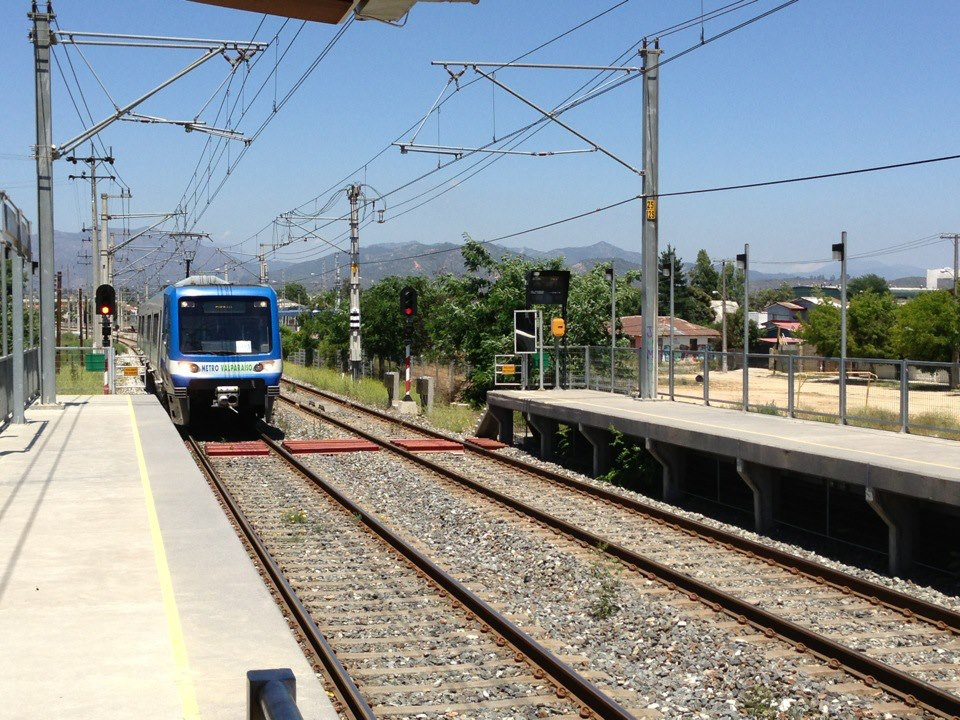
Metro ingresando a la Estación El Belloto en dirección a Estación Puerto

La Estación El Belloto es una estación ferroviaria que forma parte de Tren Limache-Puerto. Está ubicada en el El Belloto de la comuna de Quilpué entre las estaciones El Sol y Las Américas, es la estación intermedia de esta línea.
Se puede acceder desde el troncal urbano a la altura del paradero 13 1/2. El crecimiento que ha tenido este punto de la ciudad ha aumentado la cantidad de usuarios del servicio equiparándose con la Estación Quilpué.
La estación delimita las zonas centro y norte de El Belloto. Pertenece a Belloto Norte.

### Transporte Metropolitano de Valparaíso
El Plan de Transporte Metropolitano de Valparaíso, conocido también como "TransValparaíso" o por su sigla TMV, es un sistema de Transporte de Pasajeros que funciona en el Gran Valparaíso, Chile, abarcando a las comunas de Valparaíso, Viña del Mar, Concón, Quilpué, Villa Alemana. Licitado en 2007, pretende en el mediano y largo plazo terminar con los vicios propios de las empresas de locomoción colectiva del Gran Valparaíso, tales como: atochamientos, demoras, buses en mal estado, trato deficiente a las personas por parte de choferes, y los conocidos "collereos" o carreras entre Líneas distintas para conseguir pasajeros. Además de darle una nueva cara al servicio con el ordenamiento mediante colores a cada unidad de negocio y un uniforme único al personal de conducción.

#### Servicios 300
Los servicios 300 (a excepción del circuito 302), comunican el barrio con las comunas de Quilpué, Villa Alemana, Viña del Mar, Concón y el sector de Placilla a través del Camino Troncal.

#### Servicios 100
Los servicios 100 en su mayoría se caracterizan por conectar barrios de Quilpué y Villa Alemana con las comunas de Viña del Mar y Valparaíso. Sin embargo no todos los circuitos incluyen el barrio (tales como 101, 104, 107, 108, 111, 112, 114, 119, 120, ).